# Lālejīn
Lālejīn (persiska: لالِجين, لالَجين, لَلين, Shahr-e Lālejīn, لالجین) är en ort i Iran.   Den ligger i provinsen Hamadan, i den nordvästra delen av landet, 280 km väster om huvudstaden Teheran. Lālejīn ligger 1 717 meter över havet och antalet invånare är 14 689.
Terrängen runt Lālejīn är en högslätt. Runt Lālejīn är det ganska tätbefolkat, med 199 invånare per kvadratkilometer. Närmaste större samhälle är Hamadan, 19,8 km söder om Lālejīn. Trakten runt Lālejīn består till största delen av jordbruksmark.